# Jacques Baugé-Prévost
Jacques Baugé-Prévost, né en 1937, est un naturopathe et essayiste québécois. Il est membre de la mouvance néonazie durant les années 1960 à 1980.

## Biographie
C'est un ancien orphelin de Duplessis, expérience qu'il raconte dans son livre Plaidoyer d'un ex-orphelin réprouvé de Duplessis[réf. nécessaire].
Il fonde en 1954 l'Ordre des naturopathes du Québec. En 1961, il fonde le Mouvement hygiéniste laurentien,.
Il lance ensuite le Mouvement celtique, mouvement politique prônant un régime alimentaire strict, le racisme, l'antisémitisme et l'opposition à la démocratie. Le Mouvement celtique a pour organe la revue Science politique: Revue du Québec libre,. En novembre 1968, Baugé-Prévost fonde le Collège des druides, bardes et ovates du Québec, l'une des premières organisations néodruidiques au Québec.
En 1969, à la suite d'un congrès de l'organisation néonazie Nouvel ordre européen (dont il est membre) à Barcelone, il cofonde avec Jacques de Mahieu et Gaston-Armand Amaudruz l'Institut supérieur des sciences psychosomatiques, biologiques et raciales, basé à Montréal,. Il en est le président. À l'occasion de son quatrième congrès international, l'Institut reçoit Alain de Benoist,.
En 1986, il publie un dossier dans lequel il fait l'éloge des politiques de santé menées par l'Allemagne nazie. En janvier 1988, il réédite et préface le livre Nous autres racistes de Gaston-Armand Amaudruz. Il écrit dans cette préface : « L’idée même d’égalité est une absurdité. Les hommes sont par essence inégaux tant au physique qu’au moral. Il en est de même pour les races »,.
Interrogé par La Presse en 1997 au sujet de ses accointances néonazies, il dit avoir coupé tous ses liens avec Nouvel ordre européen et Amaudruz, bien qu'il ne renie pas ses écrits de l'époque.
Il a été à la tête de l’Association naturopathique de physiothérapie de la province de Québec (ANPPQ), tout comme Jean-Marc Brunet. Il est également à la tête des Éditions Celtiques.

## Condamnations
Il est condamné à deux reprises pour pratique illégale de la médecine durant les années 1970.

## Publications
- Massage Neuro-Sensoriel Et Drainage Lymphatique, Québecor, 1999
- Le Sang Et Votre Sante, Quebecor
- Le Défi Medical Du XXIe Siecle, Les Editions Quebecor - 1997
- Mémoire sur la naturothérapie présenté à l'Office des professions, 1975
- Le celtisme : l'éthique biologique de l'homme blanc, Editions Celtiques, 1973
- Plaidoyer d'un ex-orphelin réprouvé de Duplessis, Québécor, 2000
- Naturothérapie: méthode naturelle de santé, 1976
- Le défi médical du XXIe siècle, Editions Quebecor, 1997
- La vérité sur les origines de la langue française, Editions celtiques, 1965
- La médecine naturelle: secrets d'hier, techniques d'aujourd'hui, Publications Horizon-Sante, 1971
- Massage et sexualité, Editions Quebecor, 1994
- La médecine par les plantes, Editions Quebecor, 1993

En espagnol
- Masaje: Neurosensorial Y Drenaje Linfatico